# Memnonia Fossae
Die Grabensysteme Memnonia Fossae entstanden durch Risse und Brüche, sind das Ergebnis von tektonischen Spannungen in der Marskruste und erstrecken sich über 1600 Kilometer weit in ost-westlicher Richtung. Sie sind sehr wahrscheinlich durch das Aufwölben der Tharsis-Vulkanregion entstanden. Benannt wurden die „Gräben von Memnonia“ nach einer Tempelanlage im altägyptischen Theben.